# Våldsdådet i Vetlanda 2021
Våldsdådet i Vetlanda var ett dåd av Tamim Sultani som med kniv attackerade sju män på öppen gata i centrala Vetlanda, den 3 mars 2021.
Attacken inleddes i området vid Resecentrum strax före klockan 14.54, då första larmet inkom, och skedde på fem olika brottsplatser i centrala Vetlanda.
Ungefär 20 minuter efter första attacken greps en misstänkt gärningsman i stadens centrum, på Kyrkogatan, efter att polisen skjutit honom i benet. Han bar kniv och ropade "Allahu akbar" under gripandet. Alla sju brottsoffer sårades mycket allvarligt och skadorna var livshotande för tre av offren. Offren var samtliga män i åldern 35–75 år.
Tamim Sultani hade afghanskt medborgarskap och hade kommit till Sverige år 2016. Han uppgav då att han var född 1999, vilket i så fall klassade honom som ensamkommande barn. Han hade tidigare sökt asyl i Norge, och då uppvisat ett pass där födelseåret var 1988. Han har sedan 2017 ett tillfälligt uppehållstillstånd, som förlängts i omgångar och han väntade på beslut om ytterligare en ansökan om förlängning, Innan dådet hade han fått en fällande dom för ringa narkotikabrott.
Inledningsvis utreddes om det fanns ett terrormotiv och Säkerhetspolisen involverades. Vid anhållandet klassificerades dådet inte längre som misstänkt terrorbrott, men Säkerhetspolisen fick även fortsättningsvis information om fallet. Utredningen inför åtalet visade att det inte fanns något terrormotiv.
Den rutinmässiga utredning om misstänkt tjänstefel som alltid görs när polisen ger verkanseld fann att polisen agerat riktigt.

## Rättegång
Åtal väcktes 14 maj i Eksjö tingsrätt men rättegången hölls i säkerhetssalen i Jönköpings tingsrätt. Rättegången inleddes 21 maj.
Enligt Rättsmedicinalverket led den misstänkte inte av någon allvarlig psykisk störning vilket innebar att ett fängelsestraff kunde utdömas. Åklagaren yrkade på livstids fängelse och utvisning, medan försvarsadvokaten yrkade på ett tidsbestämt straff kortare än 16 år.
Tamim Sultani dömdes den 14 juli 2021 för sju mordförsök och ringa narkotikabrott till livstids fängelse och utvisning från Sverige, samt att betala 125 000 kronor i skadestånd till var och en av de sju männen han högg med kniv.